# Kazembe

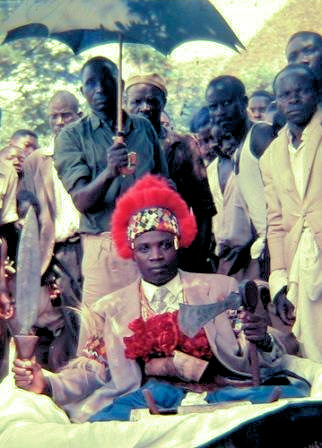
Mwata Kazembe XVII Paul Kanyembo Lutaba el 1961

Kazembe és un regne tradicional en la moderna Zàmbia.
Per més de 250 anys Kazembe ha estat un regne influent o domini d'un capitost del Kiluba-Chibemba parlant suahili o Luba-Lunda oriental del l'Àfrica sud-central (també conegut com el Luba, Luunda, Luba-Lunda oriental, i Luba-Lunda-Kazembe). La seva posició en les rutes comercials en una àrea relativament ben regada, relativament fèrtil i ben poblada amb boscos, pesca i els recursos agrícoles, va veure passar expedicions de comerciants i exploradors (com David Livingstone, missioner escocès) que el van esmentar com Kasembe, Cazembe i Casembe.
Conegut pel títol de Mwata o Mulopwe, ara equivalent a 'Cap Tradicional', la monarquia amb el seu festival anual Mutomboko a la vall de Luapula i al Llac Mweru a la Zàmbia moderna, encara que la seva història en temps colonials és un exemple de com els europeus van dividir tribus i regnes tradicionals sense considerar les conseqüències.

## Història precolonial

### Origen del Luba-Lunda-Kazembe
Al voltant 1740 el que serà el primer Mwata, Ng'anga Bilonda, que vivia al regne Luba-Lunda dirigit per Mwata Yamvo (o 'Mwant Yav') 300 km a l'oest del Luapula en l'avui R. D. del Congo, va marxar amb un grup de seguidors en persecució cap a l'est d'un ''Mutanda'' qui havia assassinat el seu pare Chinyanta i al seu oncle, per ofegar-los dins el riu Mukelweji. Mwata era al principi un títol equivalent a General, i els primers de la línia de Mwata Kazembe foren guerrers.
Després que el Mutanda fou liquidat, el grup va continuar l'emigració cap a l'est migració sota la direcció de Mwata Kazembe II Kanyembo Mpemba, travessant el riu Luapula a Matanda, conquerint els indígenes coneguts com els Shila a la vall del Luapula Vall, i instal·lant allí un aristòcrata Luba o Lunda com a caps. Encara que portant vestits Lunda i Luba i tenir aquesta cultura (com per exemple l'estil Luba de cerimonial dels caps), van adoptar la llengua dels Bemba, una tribu que també hi havia emigrat del Congo i al qual eren aliats.
El regne va prosperar amb les pesqueries del Llac Mweru i la llacuna Mofwe, i altres recursos naturals, inclouen coure a Katanga, a l'oest del Luapula. Mwata Kazembe segons els portuguesos era capaç d'aixecar una força de 20,000 homes, i les seves terres es van estendre a l'oest fins al riu Lualaba (la frontera amb el Mwata Yamvo del regne Luba-Lunda occidental-Lunda, i amb altres regnes Luba al nord d'aquest) i a l'est al país Luba-Bemba. (Vegeu el mapa a sota.)

### Expedicions portugueses
A més de comerciar amb l'interior, els portuguesos esperaven establir una ruta a través del regne del Mwata Kazembe per connectant els seus territoris d'Angola a l'oest amb Moçambic a l'est.
Les expedicions foren:
- 1796 Manuel Caetano Pereira, un mercader.

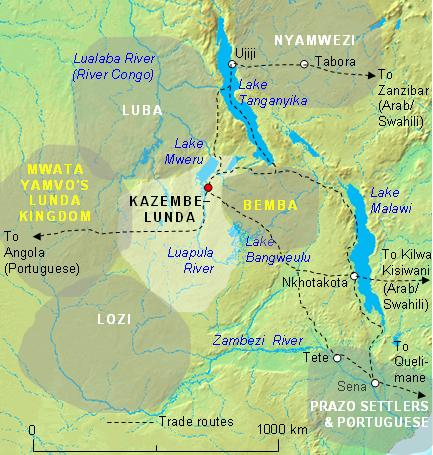
El regne Kazembe en els seus començaments a la primera meitat del.

- 1798 Francisco José de Lacerda e Almeida qui va venir via Tete i va morir al cap d'unes quantes setmanes d'arribar a Kazembe mentre esperava començar negociacions comercials. Va deixar un diari personal valuós que va ser portat a Tete pel seu capellà, Pare Pinto, i que fou més tard traduït a l'anglès pel explorador Sir Richard Burton.
- 1802 Pedro João Baptista i Amaro José, 'pombeiros' (comerciants d'esclaus).
- 1831 Major José Monteiro i António Gamito, amb 20 soldats i 120 esclaus com a portadors, va ser enviar des de Sena pel governador portuguès d'aquell districte. Gamito també va escriure una revista i diu: "Nosaltres certament mai van esperar trobar tant de cerimonial, pompa, i ostentació en el potentat d'una regió tan remota de la costa marítima."[7]

No obstant com a missions de comerç, tots foren fracassos. Mwata Kazembe III Lukwesa Ilunga i IV Kanyembo Keleka Mayi rebutjaren els intents portuguesos per establir una aliança que controlaria la ruta comercial d'Oceà Índic a l'Atlàntic de punta a punta. (El Sultà de Zanzíbar i Msiri més tard va aconseguir el control d'aquella ruta, amb Msiri més que el Kazembe com el linchpin.)

### Visita de David Livingstone
El 1867 l'explorador i missiones David Livingstone embarcat en la seva última expedició a l'Àfrica, un objectiu de la qual era descobrir la part sud de la conca del Nil (o sigui, resolent si el Llac Victòria era veritablement la font del Nil o si la font ho era algun altre llac més lluny al sud). De Nyasaland (Malawi) i passada la punta del sud de Llac Tanganyika, a través d'un país assolat pel comerç d'esclaus, va assolir la riba nord-oriental de llac Mweru. Va continuar al sud avall cap per la riba oriental. Mwata Kazembe VII havia estat alertat de la seva arribada i el va rebre a la seva capital que era llavors a Kanyembo a prop la punta de nord-est de llac Mofwe:
| «                                                                                               | La cort de Casembe—alguns li dirien el palau—és un clos quadrat de 300 iardes per 200 iardes. És envoltat per una tanca d'altes canyes. Dins, on el Casembe em va honrar amb una recepció magnífica, hi ha una cabana gegantina pel Casembe, i una sèrie de cabanes petites per servents. La cabana de la Reina es troba darrere de la del cap, amb un nombre de cabanes petites també ... El Casembe està assegut davant de la seva cabana en un seient igual té pells de lleó i pells de lleopard. Va vestit en un blau tosc i una mena de llarga samarreta blanca de vora vermella per sostenir-la, i arranjada en plecs grans a fi de semblar una crinolina (nota del traductor: una mena de faldilla ampla al final, arrodonida i més estreta a la cintura) posada al costat incorrecte principalment. Els braços, les cames i el cap estan coberts amb mànigues, mitges i una gorra feta de diversos colors ben polits: una corona de plomes grogues se situa damunt de la seva gorra ... Llavors em va assegurar que era benvingut al seu país, per anar on volgués, i fer qualsevol cosa. Llavors vam anar (dos nois portaven el seu seient darrere) a un apartament interior, on els articles del meu regal van ser exhibits en detall. | » |
| — Extracte de The Last Journals of David Livingstone in Central Africa from 1865 To His Death., | |   |

Livingstone Va anotar que l'administració de Mwata Kazembe VII era dura: Un càstig comú per oficials de la cort era tallar-los les orelles amb unes cisalles. Per causa de tal tirania, tenia dificultats per aixecar més de mil homes. Va observar que el regne no era ara tan pròsper com el viatger portuguès havia informat. El següent any un altre cop va visitar al Mwata, qui fou el primer per dir-li que el Chambeshi, el llac Bangweulu, el Luapula, el llac Mweru i el Luvua-Lualaba era tot un únic sistema. Això va fer que Livingstone anés a explorar el Bangweulu, i després el Lualaba que va pensar que desaiguava al Nil; després va anar a Tanganyika, i seguidament enrere a Bangweulu i la seva mort li va arribar cinc anys més tard, encara intentant descobrir com els rius enllaçaven més amunt i per qualsevol evidència que demostrés que eren part del Nil més que de la conca del Congo.

### Comerciants àrabs i swahilis
En els segles xviii i xix els comerciants àrabs i swahili van visitar al Mwata Kazembe per comerciar en coure, vori i esclaus. Rutes comercials com la de Zanzíbar via Ujiji al llac Tanganyika estaven ben establertes, i nom del sultà de Zanzíbar era esmentat arreu. Livingstone va estar esperant amunt cap al sud-est de Llac Tanganyika per un conflicte entre Tippu Tip (Ahmed bin Mohamed, a qui Livingstone anomenava Tipo Tipo) i un cap local. Quan va assolir el Mwata Kazembe es va trobar un comerciant que es deia Mohamad Bogharib hi havia arribat uns quants dies abans de buscar vori, i Mohamad bin Saleh (també conegut com a Mpamari), un comerciant que havia estat allà durant deu anys, perquè Mwata havia rebutjat deixar-lo marxar. Malgrat la seva implicació en el comerç d'esclaus, Livingstone va viatjar amb ells i aquestos el van ajudar; va reclamar haver utilitzat la seva influència per aconseguir l'alliberament de Mohamed bin Saleh.
Des de la dècada de 1860 el regne va declinar, mentre el seu coure i comerç de vori va ser usurpat per Msiri a Garanganza (Katanga), aliat amb Tippu Tip i altres comerciants, alguns dels quals van atacar i va matar a Mwata Kazembe VIII. Fins que la seva mort el 1890 Msiri va interferir en la successió dels governants Mwata Kazembe i els caps del costat occidental del Luapula li van pagar tribut com el seu cap tradicional en lloc de pagar-ho al Mwata Kazembe.

## Història colonial

### Divisió entre territoris britànics i belgues
Després que Msiri va morir, la vall del Luapula va ser dividida el 1894 entre Gran Bretanya – les ribes orientals del Luapula i Llac Mweru esdevenia part de Rhodèsia del Nord-est, administrada per la Companyia Britànica de l'Àfrica del Sud (British South Africa Company, BSAC) – i les ribes occidentals passaven al rei Leopold II de Bèlgica i el seu Estat Lliure del Congo, o estrictament el seu agent, la Compagnie du Katanga. Les autoritats colonials belgues, havent matat a Msiri, van quedar amb buit; van nomenar caps – no els que havien estat escollits per Msiri com a caps subordinats (que anteriorment havien estat subordinats a Mwata Kazembe) – sinó els que els Luba-Lunda anomenaven com els 'propietaris originals de la terra' que havien precedit a la seva arribada; com a resultat hi havia considerable inestabilitat en aquella part de Katanga. “L'administració belga a Mweru-Luapula va ser imposada amb el cobert de les justificacions habituals.” Això va incloure ‘crear' una tribu del que era un clan, el Bena Ngoma.
Una vegada que l'administració colonial belga va ser establerta a l'oest del Luapula, el govern i territori de Mwata Kazembe, va quedar limitat al costat oriental, encara que no la seva influència,

### L'administració britànica imposada per la força
Tot i que Mwata Kazembe X havia signat una concessió de minerals amb la Companyia Britànica (BSAC) i Alfred Sharpe concertà un tractat britànic amb ell el 1890, i va permetre visites pel missioner pioner britànic Dan Crawford, quan el recaptador d'impostos de la BSAC Blair Watson es va establir al riu Kalungwishi el 1897, Mwata Kazembe no s'avingué a deixar onejar la bandera britànica sobre el seu territori o la recaptació impostos entre els seus súbdits, i va rebutjar una incursió armada de les forces de Watson.
Sharpe aleshores havia passat a ser governador del Protectorat d'Àfrica Central Britànica (Nyasalàndia), 1.000 km enllà. Fou ell qui va fracassar en assegurar mitjançant negociacions el protectorat britànic sobre el país de Msiri o regne de Garanganza regne com a protectorat britànic, i més tard hi havia vist com els prenia sota els nassos el seu rival l'Estat Lliure del Congo a través de força. El 1899, conjuntament amb Robert Codrington, actuant com a administrador de Rhodèsia del Nord-est per compte de la BSAC, Sharpe va enviar agents britànics amb tropes sikhs i de Nyasalàndia que van incendiar la capital del Mwata Kazembe completament, matant un número dels seus súbdits, mentre el mateix Mwata va fugir a través del Luapula.
Mwata Kazembe X va anar cap al sud i va travessar el riu per refugiar-se en la Missió de Johnston Falls regida pel senyor i la senyora Anderson de la "Dan Crawford missionary Society" (Irònicament, dos anys abans el Mwata Kazembe X havia intentat matar el predecessor dels Andersons a Mambilima, H. J. Pomeroy, però va fallar.)
Dan Crawford i Alfred Sharpe hi havia estat implicats en una situació similar el 1890–91 amb Msiri (vegeu aquest article). En aquell temps Charles Swan, superior de Crawford, havia animat Msiri per resistir el tractat amb els britànics que demanava Sharpe. Un any més tardà Msiri va ser mort pel belgues, i la regió va caure en el caos. Ara, els Andersons respongueren a Swan de forma diferent. Mentre el senyor Anderson va mantenir els homes de Mwata Kazembe a Mambilima, la senyora Anderson va entregar només al Mwata Kazembe sol als agents britànics, retornant a la seva capital cremada, dient "si us plau sigueu amables a ell". Desarmats per aquesta gentilesa i l'acord del Mwata per acceptar la seva administració, els britànics van acordar deixar-lo tornar.
Mwata Kazembe X va reconstruir la seva capital a Mwansabombwe. Això no va impedir que les tropes britàniques agafessin un nombre de coses antigues i valuoses peces d'art d'origen luba de la cort, les quals van donar a Codrington. El 1920 els seus hereus les van cedir al Museu Nacional del Protectorat de Rhodèsia del Sud a Bulawayo, 1000 km lluny, on van ser llistats com la 'Codrington Collectión' (Col·lecció Codrington).
Després de l'expedició punitiva, Mwata Kazembe X i els seus successors van treballar amb la BSAC i els seus agents, els Comissaris de Districte britànics, i fins a cert punt va rescatar la seva monarquia tradicional. El Mwata Kazembes va tenir alguna influència en l'era colonial perquè l'administració colonial britànica governa indirectament a través de caps.

### L'esdevenir dels missioners
Amb la influència de Dan Crawford, Mwata Kazembe X de bon grat va acordar autoritzar les peticions per establir missions en la vall, especialment de les Missions cristianes de Moltes Terres (Christian Missions in Many Lands) i la societat Missionera de Londres (London Missionary Society LMS) que havia enviat Livingstone a Àfrica. El 1900 la darrera va establir la missió de Mbereshi a 10 km de Mwansabombwe. Aquí escoles, una església i un hospital van ser establerts, i es va entrenar a fabricants de maó i constructors, resultant que la Vall del Luapula va gaudir d'un estàndard més alt de maó fornejat èr construcció i de terreny assecat que en qualsevol altre lloc en la regió. Altres missions protestants i catòliques van establir escoles i hospitals en la vall del Luapula Vall i en el llac.
Encara que per meitat del segle XX el regne de Mwata Kazembe havia quedat sobrepassat per les mines de coure i la indústria de Elisabethville (Lubumbashi) i el Copperbelt, va obtenir bons beneficis a través de l'educació, majoritàriament en les escoles de la missió, molta gent Luba-Lunda-Kazembe van deixar la seva empremta en aquelles ciutats i a Lusaka, i la seva experiència i influència retornava d'un altra manera.

### Estructura de la monarquia tradicional
Seguint el model de la monarquia Luba, Mwata Kazembe com a rei tradicional tenia caps principals sota d'ell, i caps subordinats caps i caps de poble sota aquestoss. Els caps principals eren Lukwesa, Kashiba, Kambwali i Kanyembo. Mwata Kazembe designava aquests caps entre la seva família i, a la mort del rei, un d'aquests caps principals podia ser promogut a la posició màxima. Hi havia també caps en districtes veïns que paguen tribut a Mwata Kazembe.
També seguint la costum Luba, Mwata Kazembe governava a través d'un consell que en els temps colonials esdevingué una "Superior Native Authorith", que es va anomenar en aquest cas Lunda Native Authority (LNA) la qual nomenava el rei com a 'gabinet d'assessors' que actuava sota la seva presidència. La LNA era la més gran i executiva autoritat nativa dominant a la vall de Luapula-Mwerul. La seva feina era informar als Comissaris de Districte britànics que preferien residir en el clima i entorn de la plana a Kawambwa que patir la calor i mosquits de la vall on la majoria de la població vivia. Calia un dia sencer només per una visita ràpida i, en l'absència de problemes, no hi anaven gaire, el que va permetre a la monarquia Kazembe una autonomia considerable.

### Funcions del rei tradicional
Essencialment les funcions del rei tradicional o reietó, eren tot el relatiu al govern local, amb una èmfasi més fort en aspectes culturals, aspectes socials i històrics de la vida de la gent de Kazembe on fos que visquessin. El Mwata i els seus consellers van fer regulacions en àrees no cobertes per regulacions nacionals o provincials, de terra i ús de recursos i administració, edificis i infraestructura, ocupació i feina, comerç i mercats, higiene i salut, i tradicions i duana incloent-hi el matrimoni tradicional i vida familiar. El Mwata tenia missatgers i guàrdies per aplicar les seves regulacions i normes, i operava un tribunal tradicional per jutjar transgressors; estava també implicat en la resolució de disputes.

### La monarquia moderna
La ciutat minera del Congo Belga, Elisabethville es va desenvolupar més ràpid que la zona minera de Rhodèsia del Nord (en conjunt les dues zones formaven la regió minera dita de Copperbelt). Tallat pel anomenat Congo Pedicle (la franja relativament estreta de terre que avançava cap al sud-est de Elisabethville), la província de Luapula va ser considerada com un lloc atrasat pel govern de Rhodèsia del Nord en la primera part del segle xx, de manera que al principi Elisabethville era la ciutat més accessible pel Kazembe, que estava connectada per carretera al port congolès de Kasenga al Luapula, i per barca d'allà per amunt del riu al Llac Mweru. Hi hi havia migració del costat britànic al costat belga.
Mwata Kazembe XIV Shadreck Chinyanta Nankula en els anys 1940 va fer molt per canviar aquesta situació. Va desenvolupar la monarquia i el districte, i fou considerat el primer Mwata "modernizador" Mwata. Fou educat i va treballar a Elizabethville i parlava francès de manera fluida a més d'anglès. Va galvanitzar la LNA, canviant el seu nom a Lunda National Association, i va encoratjar al seu poble amb energia a un canvi i un desenvolupament com feia ell mateix. El Comissari de Districte es va preocupar que alguns dels seus consellers, com Dauti Yamba eren nacionalistes que podrien promoure problemes contra l'administració colonial, però les relacions es van mantenir. Mwata Kazembe XIV va animar a construir edificis per escoles i clíniques a Mwansabombwe i l'expansió de missions com Mbereshi. Va escriure un relat de la monarquia que va ser editat per un missioner dels Pares Blancs, Edouard Labreque, i finalment publicat en llengua Chibemba com Ifikolwe Fyandi na Bantu Bandi (Els meus Avantpassats i el Meu Poble), va construir l'actual ResidÈncia Mwata de dues plantes, però va morir dos dies abans que s'hagués acabat.
En els primers anys de la dècada de 1950, es van presentar alguns problemes a l'altre costat del Luapula quan els Luba-Lunda de la part belga van notar que els tribunals de justícia del Mwata Kazembe eren més justos (al seu parer) que els tribunals belgues i els seus caps, i van demanar ser jutjats quan fessin alguna transgressió a les corts del Mwata amb la justificació de qui hi tenien dret mentre que els caps locals dels belgues no tenien cap autoritat. Però això no va ser concedit.
La modernització de la monarquia va anar aparellada a un augment de prosperitat quan la carretera anomenada del Pedicle va connectar la província de Luapula al Copperbelt, i el peix i el treball van fluir més fàcilment a aquell mercat.

## De la independència fins al dia d'avui
Des de 1964 Rhodèsia del Nord va esdevenir la Zàmbia independent. Per un temps, els caps tradicionals van veure la seva influència ombrada per la política de partit i les administracions civils, encara que des de 1985 Mwata Kazembe XVIII va ser nomenat Comissari de Districte a Kawambwa i més tard, Secretari Polític Provincial.
El boom econòmic del peix i de feina dels anys quaranta, cinquanta i seixanta va donar pas a la recessió i estancament de meitat dels setanta en endavant, doncs la captura de va declinar, i l'ocupació al Copperbelt tenia problemes i els afers nacionals van tenir un efecte. Tanmateix, la construcció al final dels seixanta de la 'Via de Zàmbia', una carretera que connecta Mansa a Nchelenge-Kashikishi a través de Mwansabombwe, i enllaçant a Kawambwa, Samfya i Serenje en les dues següents dècades, ha reactivat el comerç a través de Mwansabombwe, la població de la qual ha augmentat fins al voltant de 50,000.
El Mwata Kazembe s'ha mantingut a través dels conflictes i les guerres que han assolat els països propers, i ha mantingut la pau en les ribes orientals del Luapula i Llac Mweru per més d'un segle.

## Mutomboko Festival
En les darreres dues dècades la monarquia de Mwata Kazembe ha experimentat una mena de renaixement cultural, a més de ressurgència administrativa o econòmica, a través del Festival de Mutomboko, ara el segon més gran de la seva classe dins Zàmbia i un model per l'enfortiment de la cultura indígena.
Se celebra al final de juliol i pot atreure 20,000 visitants, incloent el president de Zàmbia. Basat en tradicions i cerimònies anteriors, va ser començat en la seva forma present el 1971 per marcar el desè aniversari de l'accés al tron de Mwata Kazembe XVII Paul Kanyembo Lutaba (de qui una fotografia apareix dalt de tot de la pàgina). Inclou balls tradicionals simbolitzar la migració del Luba-Lunda i la conquesta de la vall del Luapula pels primers caps.